# 20019 Юкіотанака
20019 Юкіотанака (20019 Yukiotanaka) — астероїд головного поясу, відкритий 2 листопада 1991 року.
Тіссеранів параметр щодо Юпітера — 3,295.
Названо на честь Юкіо Танаки (яп. ゆきお・たなか(田中幸雄) юкіо танака).